# Kršlje
Kršlje (cyr. Кршље) – wieś w Bośni i Hercegowinie, w Republice Serbskiej, w gminie Novi Grad. W 2013 roku liczyła 434 mieszkańców.